# Granit Xhaka
Granit Xhaka (wym. [ɡɾaˈnit ˈdʒaka], ur. 27 września 1992 w Bazylei) – szwajcarski piłkarz albańskiego i kosowskiego pochodzenia, występujący na pozycji pomocnika, reprezentant Szwajcarii, której jest kapitanem. Młodszy brat innego zawodowego piłkarza, który występował w reprezentacji Albanii, Taulanta Xhaki.
Rekordzista pod względem liczby występów w reprezentacji Szwajcarii. Uczestnik Mistrzostw Świata 2014, 2018 i 2022, a także Mistrzostw Europy 2016, 2020 i 2024.

## Kariera klubowa
Urodził się w rodzinie kosowskiego pochodzenia w szwajcarskiej Bazylei. Karierę piłkarską rozpoczął w klubie FC Concordia Basel. W 2002 podjął treningi w FC Basel i do 2009 grał w nim w drużynach młodzieżowych. Z kolei w 2009 został członkiem zespołu rezerw i przez sezon grał w nim w trzeciej lidze szwajcarskiej. Rozegrał w niej 11 meczów i strzelił 6 goli. Latem 2010 awansował do kadry pierwszego zespołu klubu z Bazylei. 21 sierpnia 2010 zadebiutował w pierwszej lidze szwajcarskiej w zremisowanym 1:1 wyjazdowym meczu z FC Thun. Z kolei 15 maja 2011 w meczu z Thun, wygranym przez Basel 5:1, strzelił swojego pierwszego gola w Axpo Super League. Na koniec sezonu 2010/2011 wywalczył z Basel – mistrzostwo Szwajcarii.
6 czerwca 2023 przeszedł do Bayeru Leverkusen, z którym podpisał pięcioletni kontrakt. W niemieckim zespole zadebiutował 12 sierpnia w meczu Pucharu Niemiec przeciwko Teutonii Ottensen. 23 lutego 2024 zdobył pierwszą bramkę w barwach Bayeru, trafiając w wygranym 2:1 meczu z Mainz.
30 lipca 2025 roku Sunderland ogłosił, że pomocnik podpisał trzyletni kontrakt, który obowiązywać będzie do czerwca 2028 roku.

## Kariera reprezentacyjna
Xhaka ma za sobą występy w młodzieżowych reprezentacjach Szwajcarii. W 2009 zagrał wraz z reprezentacją U-17 na Mistrzostwach Świata U-17 w Nigerii. Szwajcaria wygrała ten turniej, a Xhaka zdobył w nim jednego gola, w grupowym meczu z Japonią (4:3).
W 2010 rozpoczął występy w kadrze U-19 i U-21. Z kolei 4 czerwca 2011 zadebiutował w dorosłej reprezentacji, w zremisowanym 2:2 meczu eliminacji do Euro 2012 z Anglią, rozegranym w Londynie.
Na Mistrzostwach Europy 2016 we Francji Xhaka odpadł z turnieju w 1/8 finału po rzutach karnych z Polską przestrzelając drugą „jedenastkę” Helwetów.

## Sukcesy

### FC Basel
- Mistrzostwo Szwajcarii: 2010/2011, 2011/2012
- Puchar Szwajcarii: 2011/2012

### Arsenal
- Puchar Anglii: 2016/2017, 2019/2020
- Tarcza Wspólnoty: 2017, 2020

### Bayer Leverkusen
- Mistrzostwo Niemiec: 2023/2024
- Puchar Niemiec: 2023/2024

### Reprezentacyjne
- Mistrzostwo świata U-17: 2009
- Wicemistrzostwo Europy U-21: 2011

### Wyróżnienia
- Piłkarz roku w Szwajcarii: 2017, 2022[5]
- Najlepszy młody piłkarz w Szwajcarii: 2012[6]

### Rekordy
- Najwięcej występów w historii reprezentacji Szwajcarii: 121 meczów[7]